# فينيكس (أريزونا)
فينيكس (بالإنجليزية: Phoenix)‏ هي عاصمة ولاية أريزونا الأمريكية وأكبر مدنها سكانا. بلغ عدد سكانها 1,615,017 نسمة (حتى عام 2016)، ما يجعلها خامس أكبر مدينة في البلاد، وأكبر عاصمة ولاية من حيث السكان، وعاصمة الولاية الوحيدة التي يتجاوز عدد سكانها المليون نسمة.
فينيكس هي مركز منطقة فينيكس الحضرية، المعروفة أيضا باسم وادي الشمس، والتي بدورها هي جزء من وادي سالت ريفر. ترتيب المنطقة الحضرية هو الثاني عشر من حيث عدد السكان في الولايات المتحدة، حيث تأوي ما يقرب من 4.3 مليون شخص حسب تعداد عام 2010. وبالإضافة إلى ذلك، فإن فينيكس هي مقر مقاطعة ماريكوبا، وتبلغ مساحتها 517.9 ميل مربع (1,341 كم مربع) ما يجعلها أكبر مدينة في الولاية، أي أكثر من ضعف حجم توسن وهي بذلك إحدى أكبر المدن في الولايات المتحدة.
تأسست فينيكس في عام 1867 كمجتمع زراعي بالقرب من ملتقى نهري سالت وجيلا، وأدخلت كمدينة في عام 1881. تقع فينيكس في شمال شرق صحراء سونورا، وتملك مناخ صحراوي شبه استوائي. على الرغم من ذلك، فقد ساهم نظام الأقنية بازدهار الزراعة، وتبقى عدة محاصيل أصلية جزءا مهما من اقتصاد فينيكس، مثل البرسيم والقطن والحمضيات والقش (وهو مهم لأعمال الماشية). في الواقع، فإن هذه المحاصيل (إضافة إلى المناخ والنحاس)، ظلت قوة دافعة لاقتصاد فينيكس حتى نهاية الحرب العالمية الثانية، عندما بدأت صناعات التقنية العالية تنتقل إلى الوادي ووفر تكييف الهواء الراحة للسكان في فصل الصيف شديد الحرارة.
وبلغ متوسط معدل النمو السكاني السنوي في المدينة نسبة أربعة بالمائة على مدى 40 عاما من منتصف الستينيات وحتى منتصف عقد 2000. تباطأ معدل النمو هذا خلال الركود الكبير في الفترة بين عامي 2007-2009، ولكنه انتعش ببطء. فينيكس هي المركز الثقافي لوادي الشمس والولاية بأكملها.

## التاريخ
حقبة الأمريكين الأصليين
لأكثر من 2٫000 عام سكن شعب هوهوكام الأرض التي أصبحت فيما بعد فينيكس  و أقاموا فيها قنوات للرى بطول 217 كم اعلين هذه الأرض الصحراوية قابلة للزراعة ممرات. هذه القنوات استخدمت فيما بعد ضمن مشروع قناة أريزونا المقام بوسط أريزونا ومشروع قناطر هايدن رودس.أقام شعب هوهوكام تجارة مع الحضارات المجاورة مثل بويبلو بالإضافة إلى حضارات وسط أمريكا. بعتقد أن شعب هوهوكام شهد على ظاهرة المستعر الأعظم 1006 بعد أن وجدت رسوم على صخور تدل على احتمالية ذلك وكانت هذه أول حضارة في أمريكا الشمالية تدون مشاهدة عن حادثة مستعر عظيم
يعتقد أن في الحقبة ما بين 1300-1450 حدثت فيضانانات حادة أدت إلى هجرة شعب هوهوكام